# Alstroemeria paraensis
Alstroemeria paraensis este o specie de plante monocotiledonate din genul Alstroemeria, familia Alstroemeriaceae, descrisă de M.C.Assis. Conform Catalogue of Life specia Alstroemeria paraensis nu are subspecii cunoscute.